# Xylaria schreuderiana
Xylaria schreuderiana är en svampart som beskrevs av Van der Byl 1932. Xylaria schreuderiana ingår i släktet Xylaria och familjen kolkärnsvampar.   Inga underarter finns listade i Catalogue of Life.